# Beaumont Saint-Cyr
Beaumont Saint-Cyr é uma comuna francesa na região administrativa da Nova Aquitânia, no departamento de Vienne. Estende-se por uma área de 36.47 km². Em 2010 a comuna tinha 3 040 habitantes (densidade: 83,4 hab./km²).
Foi criada em 1 de janeiro de 2017, a partir da fusão das antigas comunas de Beaumont (sede da comuna) e Saint-Cyr.